# Cylindrapsis inepta
A Cylindraspis inepta a szárazföldi teknősfélék családjába tartozó kihalt faj. Az Indiai-óceánon lévő Mauritius szigetén élt. A 18. század végén halhatott ki, feltehetően a vadászat miatt.
Nagyon kevés információ áll fenn a fajról. Feltehetően hasonlított a Cylindraspis indica fajra, de közeli rokona a Cylindraspis tricerrata is.